# Tetraena cornuta
Tetraena cornuta är en pockenholtsväxtart som först beskrevs av Ernest Saint-Charles Cosson, och fick sitt nu gällande namn av Beier & Thulin. Tetraena cornuta ingår i släktet Tetraena och familjen pockenholtsväxter. Inga underarter finns listade i Catalogue of Life.